# مجزرة عائلة أبو حصيرة (5 نوفمبر 2023)
مجزرة عائلة أبو حصيرة (5 نوفمبر 2023) هي مجزرةٌ ارتكبها سلاح الجوّ الإسرائيلي حينما أغارَ على منزل يتبع لعائلة أبو حصيرة. وخلال ساعات الصباح الأولى ليوم الأحد الموافق 5 نوفمبر 2023 قام سلاح الجو بشن سلسلة غارات في محيط مجمع الشفاء الطبي وتحديداً بالقرب ميناء غزة، واستهدفت هذه الغارات منزل سكني يعيش به كافة أفراد عائلة أبو حصيرة. هذه المجزرة من ضمن عدة مجازر وقعت خلال عملية طوفان الأقصى. تسبّبت هذه المجزرة الإسرائيليّة والتي استهدفت منزل يضم عدد من المدنيين إلى استشهاد أكثر من 21 شهيداً من عائلة أبو حصيرة وجميعهم من عائلة واحدة.

## خلفية الحدث
في ساعاتِ الصباح الأولى من يوم السابع من أكتوبر 2023 أطلقت حركة المقاومة الإسلامية حماس عبر ذراعها العسكري كتائب الشهيد عز الدين القسام عملية طوفان الأقصى وذلك ردًا على الاعتداءات الإسرائيلية وتدنيس الأقصى والاستمرار في الاستيطان، كما أكّد على ذلك محمد الضيف القائد العام للقسّام والذي أعطى إشارة انطلاق العمليّة التي شهدت اقتحامًا من المقاومين لمستوطنات غلاف غزة ونجحوا في قتلِ عدد كبيرٍ من الجنود الإسرائيلين، وأسر عشرات آخرين كما استطاعوا خلال ساعات قطع عشرات الكيلومترات ووصلوا لمستوطنات أبعد من تلك المحيطة والقريبة من قطاع غزة.
استمرَّت الاشتباكات بين الجيش الإسرائيلي وبين المقاومين في عديد من المستوطنات وعلى رأسها مستوطنة سديروت. الرد الإسرائيلي على هذه العمليّة جاء من خلال شنّ سلاح الجو الإسرائيلي عشرات الغارات العشوائيّة على القطاع متسبّبة في مقتل عشرات المدنيين وتدمير البنية التحتية لمدن القطاع، ليصل حد فرض إغلاق شامل وقطع متعمد لكل الخدمات من ماء وكهرباء وغاز، وهو ما هدَّد حياة أكثر من مليونَي فلسطيني يعيشُ داخل القطاع الذي يُعاني أصلًا من تبعات الحصار الخانق عليهم منذ ستة عشر عاماً.

## المجزرة
في يوم الأحد الموافق 5 نوفمبر 2023، قامت طائرات الاحتلال الإسرائيلي بقصف منزل عائلة أبو حصيرة الواقع بالقرب من مجمع الشفاء الطبي، حيثُ أنه ومع بدء عملية طوفان الأقصى قامت قوات الجيش الإسرائيلي باستهداف محيط مستشفى الشفاء بشكل متكرر، مع توجيه تهديدات بقصف المجمع الطبي بأكمله، ومع ساعات الصباح الأولى ليوم الأحد الموافق 5 نوفمبر 2023، قامت طائرات الاحتلال الإسرائيلي باستهداف منزل عائلة أبو حصيرة بعدة غارات جوية وهذا المنزل يقع في محيط مستشفى الشفاء بالقرب من ميناء غزة. وتمكنت سيارات الإسعاف والدفاع المدني من انتشال جثامين 21 مواطناً من عائلة أبو حصيرة، ومعظمهم أطفال ونساء إضافة إلى عشرات الجرحى وعدد كبير من المفقودين.